# Serixia inapicalis
Serixia inapicalis är en skalbaggsart som beskrevs av Maurice Pic 1928. Serixia inapicalis ingår i släktet Serixia och familjen långhorningar. Inga underarter finns listade i Catalogue of Life.